# جيم بيشتل
جيم بيشتل (بالإنجليزية: Jim Bechtel)‏ هو لاعب بوكر أمريكي، ولد في 1952 في غيلبرت في الولايات المتحدة.